# 小行星9861
小行星9861（英語：9861 Jahreiss）是一颗围绕太阳公转的小行星。1991年9月9日，天文学家卢茨·D·施耐德、佛蒙特·伯根在陶腾堡发现了此天体。
这颗小行星的绝对星等为147.5626264680823等。